# Rosario Lacerenza
Rosario Lacerenza (Taranto, 24 maggio 1917 – Roma, 24 febbraio 1999) è stato un compositore e direttore di banda italiano, figlio del compositore, direttore d'orchestra e trombettista Giacomo Lacerenza (1885-1952), fratello minore del compositore e direttore d'orchestra Amleto Lacerenza (1910-1972) e fratello maggiore del compositore e trombettista Michele Lacerenza (1922-1989).

## Biografia

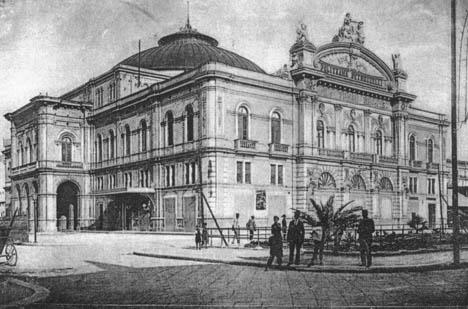
Teatro Petruzzelli

Inizia a studiare teoria musicale all'età di sei anni, prima sotto la guida del padre, e poi con il maestro Antonio Todaro, studiando pianoforte con il maestro Armando Bacci. Ben presto divenne direttore della banda dei giovani nella sua città natale. Dal 1936 studiò presso l'Accademia Nazionale di Santa Cecilia di Roma con Alfredo Palombi, Cesare Dobici e Maria Grazia Vinardi. Si arruolò nell'Aeronautica militare, e qui diede vita all'orchestra Azzurra. Con questa orchestra tenne concerti in caserme ed ospedali, fornendo le registrazioni per la società emittente Ente Italiano per le Audizioni Radiofoniche (EIAR) presso la Radio di Roma.
Dopo la seconda guerra mondiale la sua attività è continua, alternata tra banda, orchestra sinfonica e teatro lirico. Tra queste diresse: l'orchestra sinfonica regionale siciliana, l'orchestra salentina del conservatorio di Lecce, l'orchestra dei balletti classici di Fiesole, l'orchestra lirico-sinfonica di Chieti, l'orchestra lirico-sinfonica di Pergolesi di Roma,  divenne direttore di varie bande come la Banda della Città di Tagliacozzo nel 1946, della Banda Musicale "La Comunella" di Comunanza nel 1946-1947, della Associazione Musicale Bandistica "Giovanni Pierluigi da Palestrina" nel 1948-1956, dell'orchestra di fiati "Giovan Giovanni Tommaso Cimello" di Monte San Giovanni Campano nel 1957-1958, della Banda Musicale "G. Verdi" di Tolfa nel 1958 e poi ancora dei concerti bandistici di S. Ferdinando di Puglia, Albano Laziale, Capena, Casape, Morlupo, Palestrina, Poli, S. Paolo dei Cavalieri, Fara in Sabina e della Banda Giacomo Puccini di Roma. 
Fu direttore dell'Orchestra del Campidoglio, formata dai membri dei Vigili Urbani della città di Roma (1958), dell'Orchestra lirico-sinfonica dell'Accademia di Lettere, Arti e delle Scienze (1959), dell'orchestra di Lecce (1961), dell'orchestra del Festival Opera Firenze Maggio Musicale Fiorentino (1961), dell'opera e dell'orchestra sinfonica di Pescara (1961-1963 e 1965-1967) e Roma (1964), dell'orchestra "Pergolesi" di Roma (1968) e dell'orchestra del Teatro Petruzzelli di Bari (1971).
Nel 1967 è stato nominato consulente musicale per la Radiotelevisione Italiana (RAI) a Roma. L'editore musicale Ricordi gli commissionò l'opera "L'Idiota", op. 307 di Luciano Chailly (Direttore artistico della Scala di Milano), che fu poi rappresentata a Roma al teatro dell'Opera durante la stagione lirica 1968-1969.
Nel 1969 dirige la prima della sinfonia "La finta ritrosia" del compositore locale Salvatore Fighera a Gravina in Puglia. Nello stesso anno è diventato direttore della Banda Concerto Musicale Città di Trinitapoli. Nel 1974 fonda a Sonnino l'Istituto musicale sonninese "Amleto Lacerenza", dove fu anche maestro del Concerto Bandistico "Vincenzo Bellini" di Sonnino. Dal 1978, è stato direttore del Concerto Filarmonico "Enrico Ugolini" di Marino. Nel 1981 divenne insegnante presso la scuola di musica alta e direttore della Banda Musicale Città di Fiuggi. Dal 1989, ha diretto l'Orchestra Filarmonica di Matera.
Oltre ad adattamenti di selezioni d'opera e altri lavori di musica classica per banda, ha anche composto musica per orchestra, per concerto bandistico e per musica da camera. Ha elaborato per l'allora Ministero dello spettacolo le opere "Don Carlo" di Pasquale Bona e "La Vestale" di Saverio Mercadante.
Ha insegnato Storia della Musica presso il Liceo classico del San Giuseppe de Merode di Villa Flaminia in Roma.

## Composizioni

### Opere per orchestra
- Suite per orchestra

### Composizioni per banda
- Latium Vetus, poema sinfonico[5]
  - Piazza di Spagna e Trinità dei monti
  - Al tempio di Giove Anxur
  - Villa d'Este
  - Al tempio della Fortuna Primigenia
- Roma chiama Napoli, interurbana di canzoni

### Marce
- Addio fratello mio, marcia funebre
- Chiama capitano, marcia
- In memoria di Danilo, marcia funebre
- In memoria di Tullio, marcia funebre
- Madre mia, marcia funebre
- Norma, elaborazione[6]
- Omaggio a Sonnino, marcia sinfonica
- Pater meus, marcia funebre
- Per un amico
- Priverno, marcia sinfonica[7]
- Teano, marcia dedicata "all'ospitale cittadina di Teano"
- Teresina, marcia

### Musical
- Consuelo
- Elvira
- I gobi di Peretola

## Nella cultura di massa
- Nel 2014, a Sonnino è stato istituito in suo nome un Istituto Musicale.[8]